# بیشعوری
بیشعوری با نام کامل بیشعوری: راهنمایی عملی شناخت و درمان خطرناک‌ترین بیماری تاریخ بشریت یک کتاب با موضوع خودیاری به قلم خاویر کرمنت است که اولین‌بار در سال ۱۹۹۰ در آمریکا به چاپ رسید. مضمون کتاب طنز است و به «تجاوز حماقت‌آمیز اما آگاهانه به حقوق دیگران» در عصر معاصر اشاره دارد. این کتاب یکی از پرفروش‌ترین کتاب‌ها در ایران و جهان به‌شمار می‌رود و بالاخص در ایران، از شهرتی بالا برخوردار است.

## تألیف
خاویر کرمنت (به انگلیسی: Xavier Crement) پزشک و نویسندهٔ آمریکایی، کتاب بیشعوری را در نخست با نام احمق: راهنمای اصلی خودیاری برای بهبود احمق‌ها و قربانیان‌شان (به انگلیسی: Asshole No More; The Original Self-Help Guide for Recovering Assholes and Their Victims) نوشت که در ۱ سپتامبر ۱۹۹۰ توسط انتشارت آریل پرس منتشر شد. این کتاب بخشی از یک مجموعه بود که تا سال ۲۰۱۰ سه نسخهٔ دیگر از آن منتشر شد.

## محتوا
این کتاب دربارهٔ بیشعوری در دورهٔ معاصر است و تأثیر عمیقی که بیشعورها با نفوذ در اجتماع، سیاست، علوم، تجارت، دین و امثال اینها در دنیای معاصر می‌گذارند. نویسنده در این کتاب مدعی می‌شود که «بیشعوری» نه بداخلاقی و سوءرفتار، بلکه یک بیماری و اعتیاد است و به معرفی آن از زوایای مختلف می‌پردازد. کتاب بیشعوری مجموعه اشاراتی به آن بخش از رفتارهای افراد که دیگران را می‌رنجاند می‌کند و با پرداختن به چنان رفتارهایی و دسته‌بندی آنها در سطوح و انواع بی‌شعوری، سازماندهی‌شان کرده و خواننده را از میزان آزاری که آن رفتارها می‌توانند به سایرین برساند آگاه می‌کند.
خاویر کرمنت در این کتاب می‌گوید: «آشکار کردن و پذیرفتن ضعف‌ها و اشتباهات خود، برای هیچ‌کدام از شما کار راحتی نیست. من تا مدت‌ها از نوشتن این کتاب و حتی صحبت کردن دربارهٔ موضوعات آن می‌ترسیدم، زیرا نمی‌خواستم تمام جهان متوجه شود که من قبلاً آدم بیشعوری بودم!» به باور او بیشعورها احمق نیستند، اتفاقاً بیشتر آنها نابغه‌اند؛ اما نابغه‌هایی خودخواه، مردم‌آزار، با اعتماد به نفس بالا و البته وقیح که نتیجهٔ تیزبازی‌هایشان در نهایت به ضرر خودشان و اطرافیانشان می‌شود. نویسنده اعتقاد دارد که «بیشعوری یک بیماری مسری است و دارد دنیا را تهدید می‌کند. باید کاری کرد و الا بیشعورها دنیا را نابود می‌کنند!».
پاره‌ای از نقل‌قول‌های کتاب بیشعوری در ویکی‌گفتاورد آن موجود می‌باشد.

## ترجمه و نشر در ایران
بیشعوری نخستین‌بار توسط محمود فرجامی در سال ۱۳۸۶ ترجمه شد و به دلیل ممانعت از اعطای مجوز نشر، وی آن را به صورت رایگان برای دانلود روی وبلاگ شخصی‌اش قرار داد. مترجم از مخاطبان این کتاب خواست اگر از محتوای کتاب راضی بودند مبلغی به اندازهٔ پول یک پیتزا را به حساب مترجم واریز کنند. تصویر روی جلد ترجمهٔ کتاب، نقاشی معروف جیغ اثر ادوارد مونک نروژی، از نقاشان سبک امپرسیونیسم است. مونک یکی از منتقدان اخلاقی انسان نوین نیز به‌شمار می‌رود و موضوعات مهم آثارش عبارت‌اند از رنج، مرگ و عشق فاسد؛ موضوعاتی که اتفاقاً ارتباطی مستقیم با اشولیسم یا بیشعوری دارند.
سرانجام در سال ۱۳۹۳، به ادعای مدیر تولید انتشارت تیسا، این کتاب تنها با دو اصلاحیه از وزارت ارشاد مجوز گرفت و توسط این نشر در ۲۳۲ صفحه به چاپ رسید. کتاب بیشعوری با ترجمهٔ محمود فرجامی، در کابل توسط نشر زریاب و در لندن توسط نشر اچ اند اس مدیا نیز به‌طور جداگانه به چاپ رسیده است.
پس از استقبال گسترده، این کتاب بارها توسط مترجمان و انتشارات دیگر با همان عنوان و طرح اولیه روی جلد، به صورت غیرقانونی به بازار عرضه شد. در سال ۱۳۹۶، مترجم کتاب با انتشار ویدئویی در کانال یوتیوبی خود به ماجرای نشر این کتاب در ایران پرداخت. وی بیان کرد که چه تعداد از ناشران متخلف پس از استقبال استثنایی خوانندگان از کتاب بیشعوری، به‌طور هم‌زمان به چاپ و انتشار نسخه‌هایی از آن پرداختند. او همچنین خاطرنشان کرد که «حق انحصاری» ترجمه و فروش کتاب بیشعوری را از ناشر و نویسنده خریده و انتشار هر ترجمهٔ دیگری از آن غیرقانونی است.

## بازخورد
بیشعوری یکی از پرفروش‌ترین کتاب‌ها در ایران و جهان به‌شمار می‌رود. این کتاب پس از چاپ در ایران، به سرعت تبدیل به یکی از پرفروش‌ترین کتاب‌های غیرداستانی شد؛ تا جایی که در سی‌امین نمایشگاه بین‌المللی کتاب تهران چاپ بیست و نهم این کتاب با تیراژ پنج هزار نسخه در دسترس علاقه‌مندان قرار گرفت. تا بهار ۱۳۹۷، نزدیک به ۲۰۰ هزار نسخهٔ رسمی (جدای از نشر مجازی و غیرمجاز) از این کتاب چاپ شده بود. علی تاجرنیا نمایندهٔ مشهد در مجلس ششم، این کتاب را به مخاطبان خبرگزاری دیده‌بان ایران پیشنهاد کرده بود.
خبرگزاری ایرنا در بهار ۱۴۰۰ و در گفت‌وگو با علیرضا حسن‌زاده، به بررسی مفصل علت استقبال خوانندگان ایرانی از این کتاب پرداخت.